# Punta Proa
La punta Proa (en inglés: Bowsprit Point) es un cabo que marca el extremo norte de la isla Leskov del archipiélago Marqués de Traverse de las islas Sandwich del Sur. Se encuentra en la costa noreste de la pequeña isla. La Dirección de Sistemas de Información Geográfica de la provincia de Tierra del Fuego cita la punta en las coordenadas 56°38′49″S 28°04′52″O / -56.64694, -28.08111.
Su nombre en inglés fue dado por el Comité de Topónimos Antárticos del Reino Unido en 1971 haciendo referencia a la semejanza de la punta con la proa de un barco en contraposición con la punta Timón ubicada en el otro extremo de la isla. El topónimo luego fue traducido al castellano.
La isla nunca fue habitada ni ocupada, y es reclamada por el Reino Unido como parte del territorio británico de ultramar de las Islas Georgias del Sur y Sandwich del Sur y por la República Argentina, que la hace parte del departamento Islas del Atlántico Sur dentro de la provincia de Tierra del Fuego, Antártida e Islas del Atlántico Sur.